# Cyperus debilis
Cyperus debilis är en halvgräsart som beskrevs av Robert Brown. Cyperus debilis ingår i släktet papyrusar, och familjen halvgräs. Inga underarter finns listade i Catalogue of Life.